# Johann Baptist Andres
Johann Baptist Andres (Königshofen im Grabfeld, 11 augustus 1768 – 24 september 1823) was een Duits historicus, katholiek theoloog, filosoof en kerkjurist.

## Biografie
Andres volgde een gymnasium in Münnerstadt. Aan de Julius Maximilians-Universiteit te Würzburg studeerde hij filosofie; in 1786 behaalde Andres de doctorstitel in de filosofie. Daarna werd hij in die stad aan een seminarie opgeleid tot priester. Johann Andres werd op 22 september 1792 gewijd tot priester. Het licentiaat in de theologie kreeg hij in het jaar 1793. Van 1795 tot 1799 studeerde hij geschiedenis en rechten, het laatst aan de Georg-August-Universität Göttingen. 
In 1802 werd hij privaatdocent en in het daaropvolgende jaar hoogleraar te Würzburg. In 1804 wisselde hij naar de Universiteit van Salzburg, waar hij op 14 april 1804 de doctorstitel in beide rechten behaalde. Hij doceerde tot de opheffing van de universiteit in 1810 natuur- en staatsrecht. Hij was decaan van de faculteit rechtsgeleerdheid van 1805 tot 1806 en van 1810 tot de sluiting van de faculteit in april 1811. Andres bleef ook na de opheffing in Salzburg en doceerde daar aan het lyceum, de hogeschool die de institutionele opvolger van de universiteit was. Zijn vakken waren kerkrecht en -geschiedenis; op 22 maart 1812 kreeg hij de titel Hofrat. 
Op 11 mei 1813 werd Andres uiteindelijk hoogleraar in het kerkrecht aan de Universiteit van Landshut; hij volgde Anton Michel op, die op 12 maart was overleden.